# Belgische kampioenschappen atletiek 1927
De Belgische kampioenschappen atletiek 1927 vonden voor de mannen plaats op 10 juli in Antwerpen en op 17 juli in Schaarbeek. De vrouwen hadden hun kampioenschappen op 21 juli  in Ukkel. 
Jules Herremans verbeterde in het speerwerpen het Belgisch record van Adolphe Hauman  naar 54,07 m. Antoinette Gallemaers verbeterde het Belgisch record van Elise Vantruijen op de 80 m van 10,5 naar 10,2 s.

## Uitslagen
| Atleet              | Prestatie    | Onderdeel            | Atlete                | Prestatie    |
| ------------------- | ------------ | -------------------- | --------------------- | ------------ |
| -                   | -            | 80 m                 | Antoinette Gallemaers | 10,4 s (NR)  |
| Paul Brochart       | 10,8 s       | 100 m                | -                     | -            |
| Henri Cockuyt       | 22,6 s       | 200 m                | -                     | -            |
| -                   | -            | 250 m                | Antoinette Gallemaers | 39,0 s       |
| Frans Prinsen       | 51,4 s       | 400 m                | -                     | -            |
| Philippe Coenjaerts | 2.02,2       | 800 m                | -                     | -            |
| -                   | -            | 1000 m               | Ida Degrande          | 3.29,0       |
| Philippe Coenjaerts | 4.12,0       | 1500 m               | -                     | -            |
| Alfred De Fleurquin | 15.44,0      | 5000 m               | -                     | -            |
| Alfred De Fleurquin | 35.22,0      | 10.000 m             | -                     | -            |
| Armand Lepaffe      | 16,4 s       | 110 m horden         | -                     | -            |
| Jules Migeot        | 59,8 s       | 400 m horden         | -                     | -            |
| Edgard Viseur       | 10.10,8      | 3000 m steeple       | -                     | -            |
| Gérard Noël         | 1,70 m       | hoogspringen         | Léontine Stevens      | 1,41 m       |
| Maurice Henrijean   | 3,60 m       | polsstokhoogspringen | -                     | -            |
| Robert Pauwels      | 6,57 m       | verspringen          | Léontine Stevens      | 4,36 m       |
| Theo De Laender     | 11,88 m      | kogelstoten          | Sidonie Verschueren   | 16,79 m (2H) |
| Arthur De Laender   | 37,80 m      | discuswerpen         | Jenny Toitgans        | 26,07 m      |
| Jules Herremans     | 54,07 m (NR) | speerwerpen          | Helene Scherrens      | 35,29 m (2H) |

NR: nationaal record 

2H: twee handen samengeteld 
1889 · 
1890 · 
1891 · 
1892 · 
1893 · 
1894 · 
1895 · 
1896 · 
1897 · 
1898 · 
1899 · 
1900 · 
1901 · 
1902 · 
1903 · 
1904 · 
1905 · 
1906 ·
1907 ·
1908 · 
1909 · 
1910 · 
1911 · 
1912 · 
1913 · 
1914 · 
1919 · 
1920 · 
1921 · 
1922 · 
1923 · 
1924 · 
1925 · 
1926 · 
1927 · 
1928 · 
1929 · 
1930 · 
1931 · 
1932 · 
1933 · 
1934 · 
1935 · 
1936 · 
1937 · 
1938 · 
1939 · 
1940 · 
1941 · 
1942 · 
1943 · 
1944 · 
1945 · 
1946 · 
1947 · 
1948 · 
1949 · 
1950 · 
1951 · 
1952 · 
1953 · 
1954 · 
1955 · 
1956 · 
1957 · 
1958 · 
1959 · 
1960 · 
1961 · 
1962 · 
1963 · 
1964 · 
1965 · 
1966 · 
1967 · 
1968 · 
1969 · 
1970 · 
1971 · 
1972 · 
1973 · 
1974 · 
1975 · 
1976 · 
1977 · 
1978 · 
1979 · 
1980 · 
1981 · 
1982 · 
1983 · 
1984 · 
1985 · 
1986 · 
1987 · 
1988 · 
1989 · 
1990 · 
1991 · 
1992 · 
1993 · 
1994 ·
1995 · 
1996 · 
1997 · 
1998 · 
1999 · 
2000 · 
2001 · 
2002 · 
2003 · 
2004 · 
2005 · 
2006 · 
2007 · 
2008 · 
2009 · 
2010 · 
2011 · 
2012 · 
2013 · 
2014 · 
2015 · 
2016 · 
2017 · 
2018 · 
2019 · 
2020 · 
2021 · 
2022 · 
2023 · 
2024